# NGC 6643
NGC 6643 (również PGC 61742 lub UGC 11218) – galaktyka spiralna (Sc), znajdująca się w gwiazdozbiorze Smoka. Odkrył ją Eduard Schönfeld w 1858 roku.
W galaktyce tej zaobserwowano supernowe SN 2008bo i SN 2008ij.